# 亞特拉斯
亞特拉斯是古巴的城鎮，属關塔那摩省，面積664平方公里，海拔高度370米，2004年人口普查數為20,358人，人口密度為每平方公里30.7人。